# Simon Tchobang
Simon Tchobang Tchoya (* 31. August 1951 in Douala; † 7. September 2007 ebenda) war ein kamerunischer Fußballtorhüter.

## Karriere

### Klubs
In den 1970er Jahren begann er seine Karriere bei Eclair Douala, worauf Stationen bei Avion Entrelec Douala, Dynamo Douala (Anfang der 1980er Jahre) und Dihep di Nkam Yabassi folgten.

### Nationalmannschaft
Er wurde für den Afrika-Cup 1982 und die Weltmeisterschaft 1982 in den Kader der kamerunischen Nationalmannschaft berufen, erhielt hier jedoch in beiden Fällen keine Einsatzzeit. In seiner gesamten Karriere innerhalb der Nationalmannschaft kam er lediglich auf Einsätze in ein paar Freundschaftsspielen.